# 愉気法
愉気法（ゆきほう）とは、野口整体の方法論のひとつ。

## 概要
「愉気」とは、野口整体において、掌（てのひら）から「気」を集注（集め注ぐ）ことにより、体に内蔵されている本能的な自然治癒の力を呼び起こし、体の中の働きを高め、元気を呼び覚ます方法である。
愉気はもともと、気を輸る（送る）という意味であり、「輸気」と表記されていた。しかし、雑念や心配の気持ちを気に乗せて相手の身体に送るべきではなく、明るく、澄んだ、陽気な、愉（たの）しい気を相手に伝えていこうとする考えから、「愉気」に改められたという。
また、心を静めて澄み切った心境（天心という）で、気になる処や引かれる処に、ただ、軽く掌を当てながら「愉快な気分で」「気をおくる」のが、愉気のコツであるという。

### 合掌行気法
野口整体では、愉気というのは、人間に備わっている本能的な癒しの力で、誰でも行うことができるとされる。しかし、現代人は長い間「手を当てる」ということの効用が忘れられていると共に、その能力も錆びついてきているという。そこで、手に気を集めて、愉気のできる手を作るための方法を、野口整体では「合掌行気法」（がっしょうぎょうきほう）という。
野口整体では、手を当ててそこから気を通していくことを「愉気」というが、自分の体の一部に気を集めたり、気を通したりすることを「行気」という。合掌行気法とは、合掌した手に意識を集め、気に「敏感」な手を作る方法である。体には、「意識」を集めると「感覚」が高まるという性質があるとされ、手に「注意」を集めて、気の出入りを感じ取る訓練をすることで、気に対して敏感な手をつくることができるという。
1. 目の前、もしくは胸の前で、両手の平を近づける。手のひらの間は3cmぐらい。
2. 目を閉じて、指先から手の平の真ん中に息を吸い込んで、指先から吐く。もしくは、手の平から吐く。手で呼吸するという「つもり」でおこなう。これを観念呼吸、あるいは、内観的呼吸というが、そのような「つもり」で、いつもより少しゆっくり呼吸し、手から出入りする「気」に注意を集める。
3. 手と手が引き合ってくっついてしまうようなら、そのまま合掌しておこなう。引き合う感じを持ちながら、離したままおこなっても良い。
4. 終えるときは、大きく息を吸い込んで、「ウム」と少しの間お腹に息をこらえ、吐き出すときに目を開けて手を下ろす。

行う時間は、長ければ良いというものでもないとされる。愉気でも同様であり、集中力が散漫であれば長時間行っても意味はなく、集中力の続く範囲でおこなうことが望ましい。慣れてくると、自然と集中できる時間が長くなるという。